# Sina Wilke

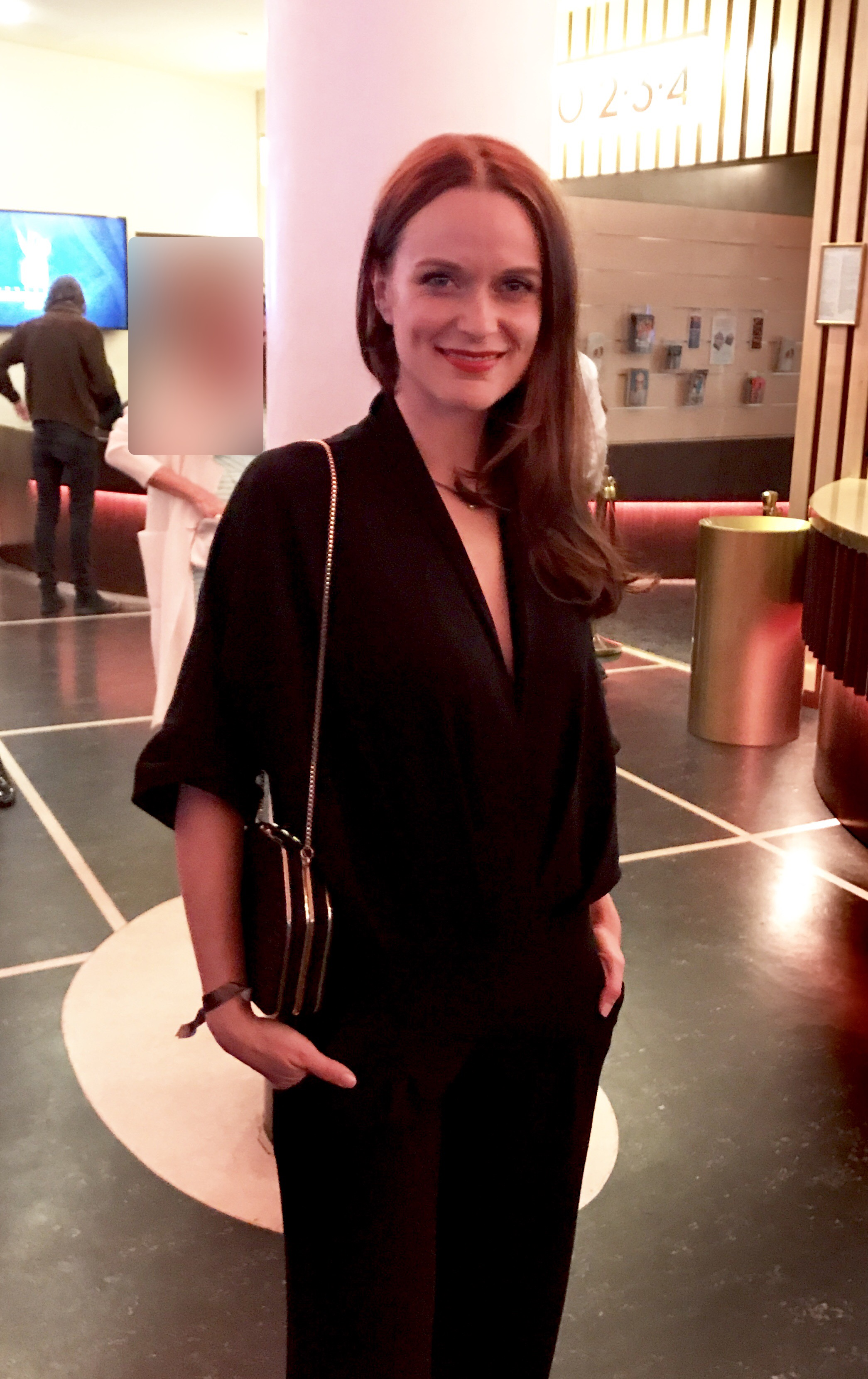
Sina Wilke (2017)

Sina Wilke  (* 26. März 1985 in Forchheim) ist eine deutsche Schauspielerin.

## Leben
Wilke legte das Abitur am Christian-Ernst-Gymnasium in Erlangen ab. Sie studierte Industrial-Design an der Hochschule für angewandte Wissenschaften in München und begann 2008 eine Ausbildung bei Schauspiel München. Nach ihrem Abschluss 2012 an der Schauspielschule wirkte Sina Wilke in unterschiedlichen Theater- und Fernsehproduktionen mit. So stand Wilke u. a. für Inga Lindström und Weißblaue Geschichten vor der Kamera. Ab 2016 war sie als Gerichtsmedizinerin Sandra Mai in der Serie Die Rosenheim-Cops zu sehen. In der ab 2021 gedrehten Staffel war sie nur noch in den ersten acht Folgen zu sehen. Wilke ist auch als Synchronsprecherin tätig.
Wilke lebt in München.

## Filmografie
- 2011: Ludwig II. (Kinofilm)
- 2011: Backlight (Kurzfilm)
- 2011: (K)eine schöne Sache (Kurzfilm)
- 2011: Promo (Kurzfilm)
- 2011: Android Love (Kurzfilm)
- 2012: Ain’t misbehavin (Kurzfilm)
- 2012: Fuck me now, love me later (Kurzfilm)
- 2013: Inga Lindström – Herz aus Eis (Fernsehreihe)
- 2014–2021: Die Rosenheim-Cops (Fernsehserie, 131 Folgen)
- 2014: Die Familiendetektivin (Fernsehserie, 1 Folge)
- 2014: Weißblaue Geschichten (Fernsehserie, 1 Folge)
- 2014: Bonjour Tristesse (Kurzfilm)
- 2015: If fear (Kurzfilm)
- 2015–2019: SOKO München (Fernsehserie, 2 Folgen, verschiedene Rollen)
- 2015: Momente (Kurzfilm)
- 2016: Frühling – Zeit für Frühling (Fernsehreihe)
- 2017: Besuch von Tante Elfi (Kurzfilm)
- 2017: Du bist nicht allein (Fernsehfilm, Regie: Johannes Fabrick)
- 2017: Nachtmelodie (Abschlussfilm HFF München)
- 2018: Naiwan (Abschlussfilm BR/ HFF München, Regie Andreas Irnstorfer)
- 2018: Die defekte Katze (Kinofilm)
- 2019: Hartwig Seeler – Gefährliche Erinnerung (Fernsehfilm)
- 2020: Bettys Diagnose (Fernsehserie, 1 Folge)
- 2021: Watzmann ermittelt (Fernsehserie, 1 Folge)
- 2021: Mörderische Gesellschaft (Rosenheim-Cops Special)
- 2021–2024: SOKO Stuttgart (Fernsehserie, 2 Folgen, verschiedene Rollen)
- 2021: Kanzlei Berger (Fernsehserie, 1 Folge)
- 2022: Morden im Norden (Fernsehserie, Folge: Drei Schwestern)
- 2023: Hubert ohne Staller  (Fernsehserie, Folge: Wenn die Musik spielt)
- 2024: Kati – Eine Kür, die bleibt (Fernsehfilm)
- 2024: Alle Jahre wieder (Fernsehfilm)
- 2024: München Mord: Die indische Methode (Fernsehreihe)
- 2025: Zweigstelle